# Ławeczka Henryka Raabego w Lublinie

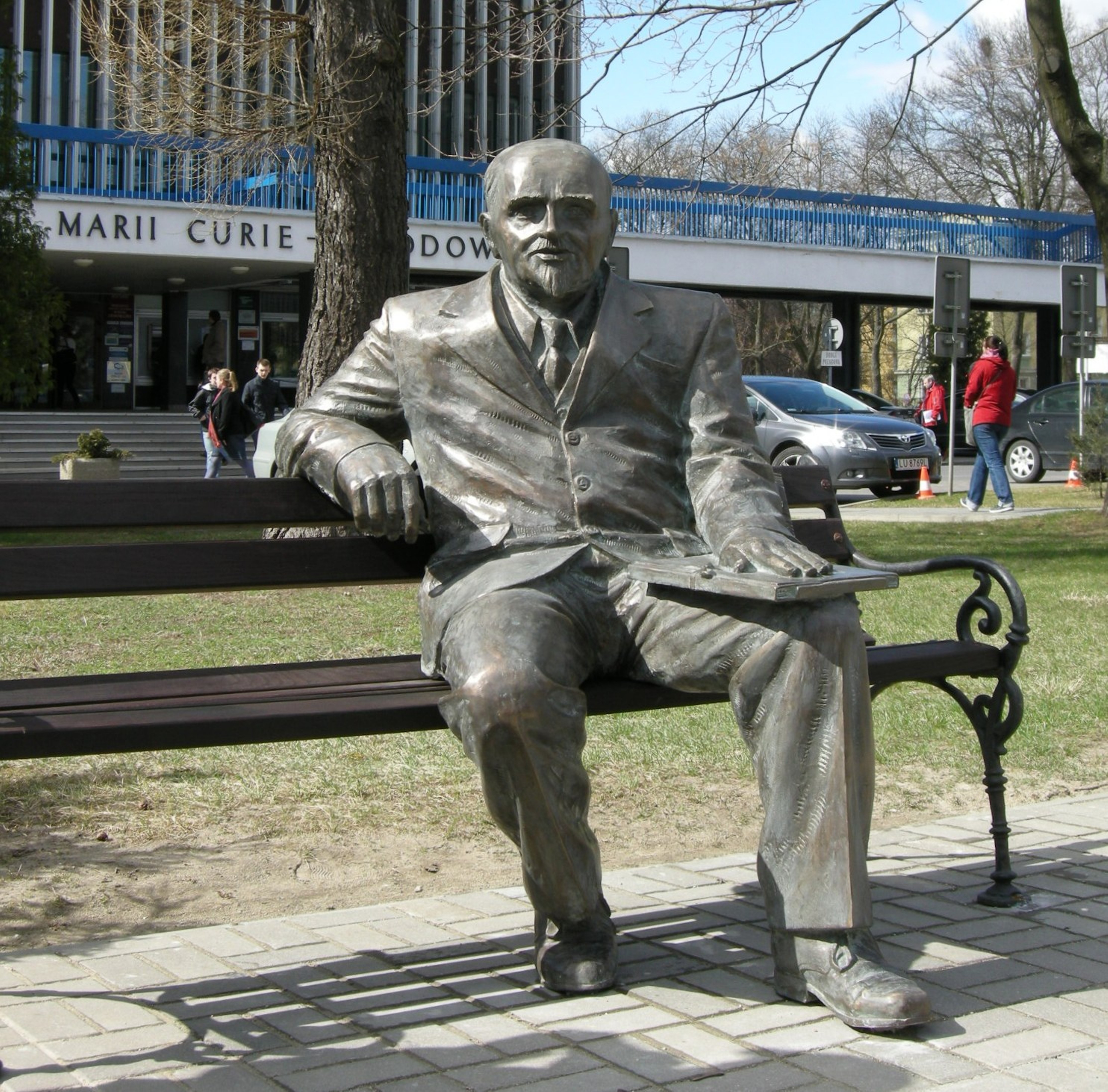
Fot. Benedykt Popek

Ławeczka Henryka Raabego, pierwszego rektora Uniwersytetu Marii Curie-Skłodowskiej, znajduje się w Lublinie na placu noszącym imię patronki Uniwersytetu, na terenie miasteczka akademickiego UMCS. Autorem rzeźby pomnikowej jest rzeźbiarz Benedykt Popek z podkarpackich Mazur.
Ławeczka została odsłonięta po raz pierwszy 30 marca 2012 na placu Marii Curie-Skłodowskiej 5, przed rektoratem UMCS. 7 lipca 2012 pomnik został przeniesiony do budynku, i ustawiony przy wejściu do Wydziału Ekonomicznego. Przyczyną był brak koniecznych zgód, o które nie wystąpiły władze UMCS. Po dwóch tygodniach starań o zatwierdzenie lokalizacji, dnia 21 lipca 2012 ławeczka została ostatecznie odsłonięta na placu, opodal statuy patronki uniwersytetu, odsłoniętej w 1964 roku, będącej dziełem Mariana Koniecznego.
Profesor Henryk Raabe (1882-1951) organizował Uniwersytet Marii Curie-Skłodowskiej w Lublinie. Wcześniej był profesorem Uniwersytetu Jagiellońskiego, a następnie Uniwersytetu Lwowskiego. Lubelską uczelnią kierował od października 1944 do września 1948 r.